# آنیا

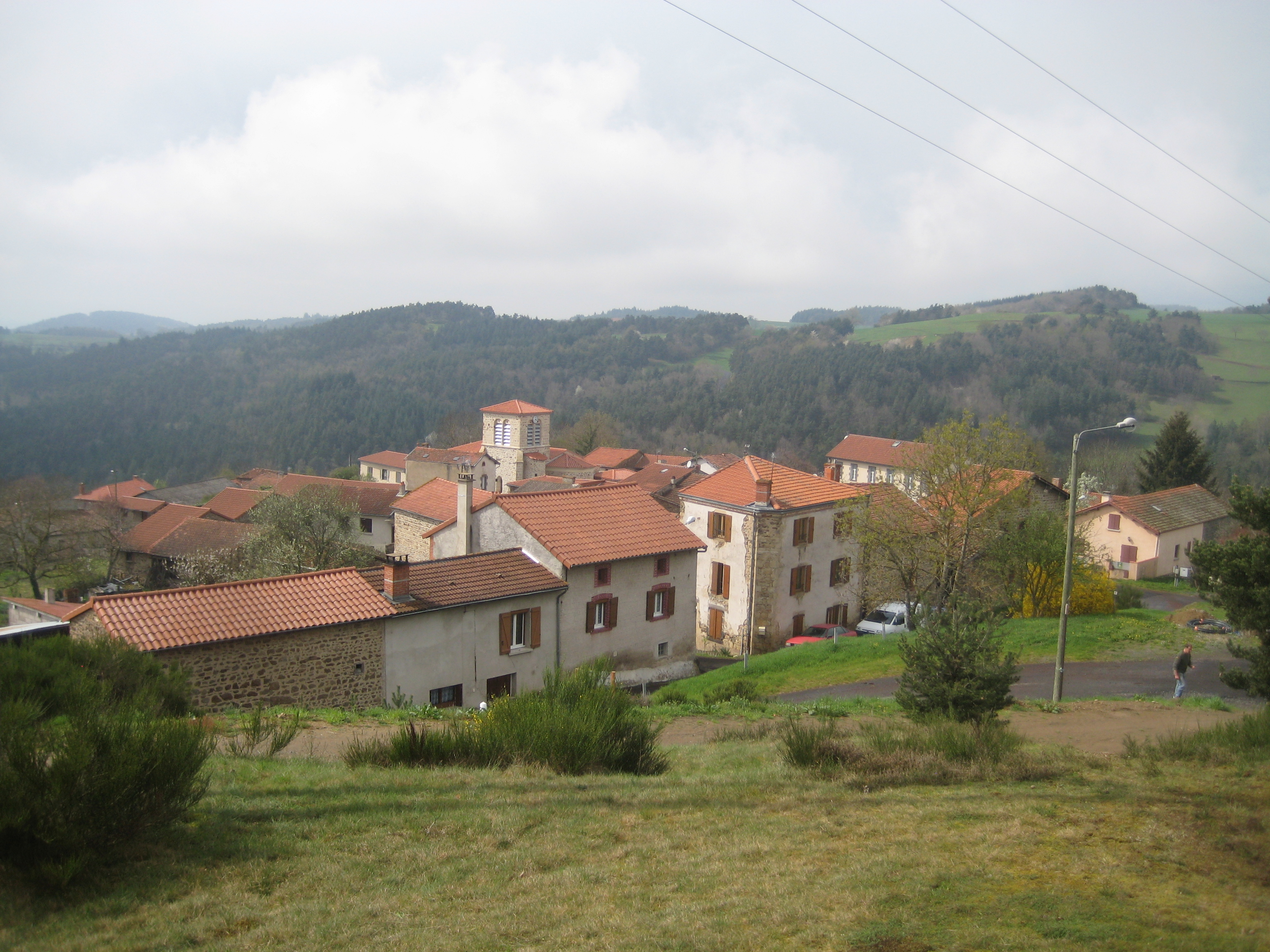
نمایی از شهر آنیا

آنیا (به فرانسوی: Agnat) یک کمون در فرانسه است که در Canton of Auzon واقع شده‌است.

## خصوصیات
اگنات ۱۹٫۶۵ کیلومترمربع مساحت و ۱۹۰ نفر جمعیت دارد و ۶۶۷ متر بالاتر از سطح دریا واقع شده‌است.